# Manchester (Connecticut)
Manchester ist eine Stadt im Hartford County im US-Bundesstaat Connecticut.
Das U.S. Census Bureau hat bei der Volkszählung 2020 eine Einwohnerzahl von 59.713 ermittelt.

## Geographie
Das 71,7 km² große Stadtgebiet hat eine Wasserfläche von 1,1 km².
Die Stadt liegt rund acht Kilometer östlich von Hartford (Connecticut). Weil die Interstate 84 nördlich an der Stadt vorbeiführt, ist Manchester mit Hartford mit der nur 13,73 Kilometer langen Interstate 384 verbunden.

## Geschichte
Die ersten europäischen Siedler ließen sich 1672 in der Gegend nieder. Diese betrieben Ackerbau und nannten das Gebiet zunächst Orford Parish. Die vielen Flüsse lieferten Wasser für Energieerzeugung und die Stadt wurde industrialisiert. Papier, Eisenwaren und Textilien wurden in ihr produziert. Zu der Stadt Hartford gehörte einst der Bereich, auf dem heute Manchester liegt. Daraus wurden später die Stadtgebiete Manchester, East Hartford und West Hartford. 1783 wurde East Hartford eine eigenständige Stadt, die Manchester bis 1823 mitverwaltete.
Die Pitkin Glassworks arbeiteten zwischen 1783 und 1830 als erste Glaserzeuger Connecticuts. Die Pitkin Glassworks Ruine ist heute nationale Gedenkstätte.
1838 begann die Cheney-Familie die Seidenherstellung zu betreiben. Der Cheney Brothers Historic District ist ein National Historic Landmark.

## Demografie
Für die Volkszählung wird das 16,8 km² große Gebiet von Central Manchester, das als Stadtzentrum bezeichnet werden kann, zusätzlich erfasst. So lebten im Jahr 2000 30.595 der insgesamt 54.740 Einwohner auf dem Gebiet von Central Manchester.
| weiß      | afroamerikanisch | hispanisch  | Indigene        | asiatisch    | pazifisch | andere     | 2+     |
| --------- | ---------------- | ----------- | --------------- | ------------ | --------- | ---------- | ------ |
| 82,77 %   | 8,42 %           | 6,54 %      | 0,20 %          | 3,15 %       | 0,03 %    | 3,2 %      | 2,31 % |
| Haushalte | mit Kindern      | verheiratet | alleinerziehend | ohne Familie | Single    | Single 65+ |        |
| 23.197    | 28,2 %           | 43,8 %      | 13,0 %          | 39,6 %       | 31,1 %    | 10,1 %     |        |

| weiß      | afroamerikanisch | hispanisch  | Indigene        | asiatisch    | pazifisch | andere     | 2+     |
| --------- | ---------------- | ----------- | --------------- | ------------ | --------- | ---------- | ------ |
| 83,20 %   | 8,30 %           | 6,96 %      | 0,21 %          | 2,41 %       | 0,04 %    | 3,35 %     | 2,48 % |
| Haushalte | mit Kindern      | verheiratet | alleinerziehend | ohne Familie | Single    | Single 65+ |        |
| 13.080    | 27,9 %           | 40,00 %     | 13,90 %         | 42,00 %      | 32,70 %   | 2,31 %     |        |

Während das Durchschnittseinkommen im ganzen Stadtgebiet im Jahr 2000 49.426 US-Dollar betrug, ist es im Zentrum nur 43.977 US-Dollar.

## Sehenswürdigkeiten und historische Gebäude
1965 wurde die Manchester Historical Society gegründet. Dieser Verein hat es sich zur Aufgabe gemacht, die Geschichte von Stadt und Umgebung der Nachwelt zu erhalten. In Zusammenarbeit mit der Stadtverwaltung ist er für die meisten historischen Gebäude zuständig.
- Old Manchester Museum: Das Museum befindet sich in einem 1914 erbauten Gebäude in der Cedar Street. Es zeigt in seiner Dauerausstellung die Stadtentwicklung.
- The Keeney Schoolhouse: Das 1751 erbaute Keeney-Schulhaus wurde 1975 umfassend renoviert, die Klassenräume wurden nach historischen Überlieferungen nachgebaut und können besichtigt werden.
- Cheney Homestead: Das Farmhaus aus dem Jahr 1785 wurde von Timothy Cheney erbaut. Er war neben seiner Tätigkeit als Farmer auch Müller und Uhrmacher. Es wurde in den Zustand des 18. Jahrhunderts zurückversetzt und kann besichtigt werden.
- Sports Hall of Fame: Hier werden die nationalen und regionalen Sportgrößen geehrt.
- Cheney Fire Station (Feuerwache von Cheney): Im 1901 erbauten Feuerwehrhaus befindet sich seit 1979 ein kleines Feuerwehrmuseum.
- Cheney Hall (Rathaus von Cheney): Das 1867 von Horace Greeley erbaute Gebäude ist vom Architekt C. H. Hammatt Billings entworfen worden. Nach einer wechselvollen Geschichte wird es heute für Veranstaltungen genutzt.
- Pitkin Glass Works: Die „Pitkin-Glashütte“ wurde 1783 von Captain Richard Pitkin erbaut.
- Manchester's Burying Grounds: Der Friedhof von Manchester wurde 1711 am östlichen Ufers des Connecticut River angelegt.

## Söhne und Töchter der Stadt
- Joe Bonica (* 1960), Jazzmusiker und Perkussionist
- Daniel Christopher Burbank (* 1961), Astronaut
- Kimberly B. Cheney (* 1935), Jurist, der Vermont Attorney General war
- Chris Clark (* 1976), Eishockeyspieler
- Henry Gustav Molaison (1926–2008), auch bekannt als Patient HM
- Joe McCluskey (1911–2002), Langstrecken- und Hindernisläufer
- Perry Rhodan, (fiktiver) Held der gleichnamigen Romanserie
- Simone Schaller (1912–2016), Leichtathletin